# Ernest Vincent Wright
Ernest Vincent Wright (1873 – 7. oktober 1939) var en amerikansk forfatter. Hans mest kendte udgivelse er romanen Gadsby, A Story of Over 50,000 Words, et lipogram som ikke indeholdt bogstavet e (bortset fra introduktionen og en slutnote). Samtlige ord var rigtigt stavet og alle sætninger var grammatisk korrekte. 
Wright havde tidligere udgivet tre bøger: The Wonderful Fairies of the Sun (1896), The Fairies That Run the World and How They Do It (1903) og Thoughts and Reveries of an American Bluejacket (1918).
1. ↑  Navnet er anført på engelsk og stammer fra Wikidata hvor navnet endnu ikke findes på dansk.